# Orce (kommunhuvudort)
Orce är en kommunhuvudort i Spanien.   Den ligger i provinsen Provincia de Granada och regionen Andalusien, i den sydöstra delen av landet, 300 km söder om huvudstaden Madrid. Orce ligger 941 meter över havet och antalet invånare är 1 336.
Terrängen runt Orce är platt norrut, men söderut är den kuperad.Runt Orce är det mycket glesbefolkat, med 5 invånare per kvadratkilometer. Närmaste större samhälle är Huéscar, 11,4 km nordväst om Orce. Trakten runt Orce består till största delen av jordbruksmark.